# أندي روديك
أندي روديك (بالإنجليزية: Andy Roddick)‏ (30 اغسطس 1982) هو لاعب تنس أمريكي، بدأ مسيرته الاحترافية عام ألفين وأصبح وقتها أصغر لاعب تنس يعد من أحسن 200 مصنف، وفي سنة 2003 فاز ببطولة أمريكا المفتوحة للتنس وهي أول بطولة جراند سلام في سجله.

## أرقام قياسية
- يحمل أندي روديك الرقم القياسي في أسرع إرسال في تاريخ كرة المضرب وهو 249 كيلو متر/ساعة

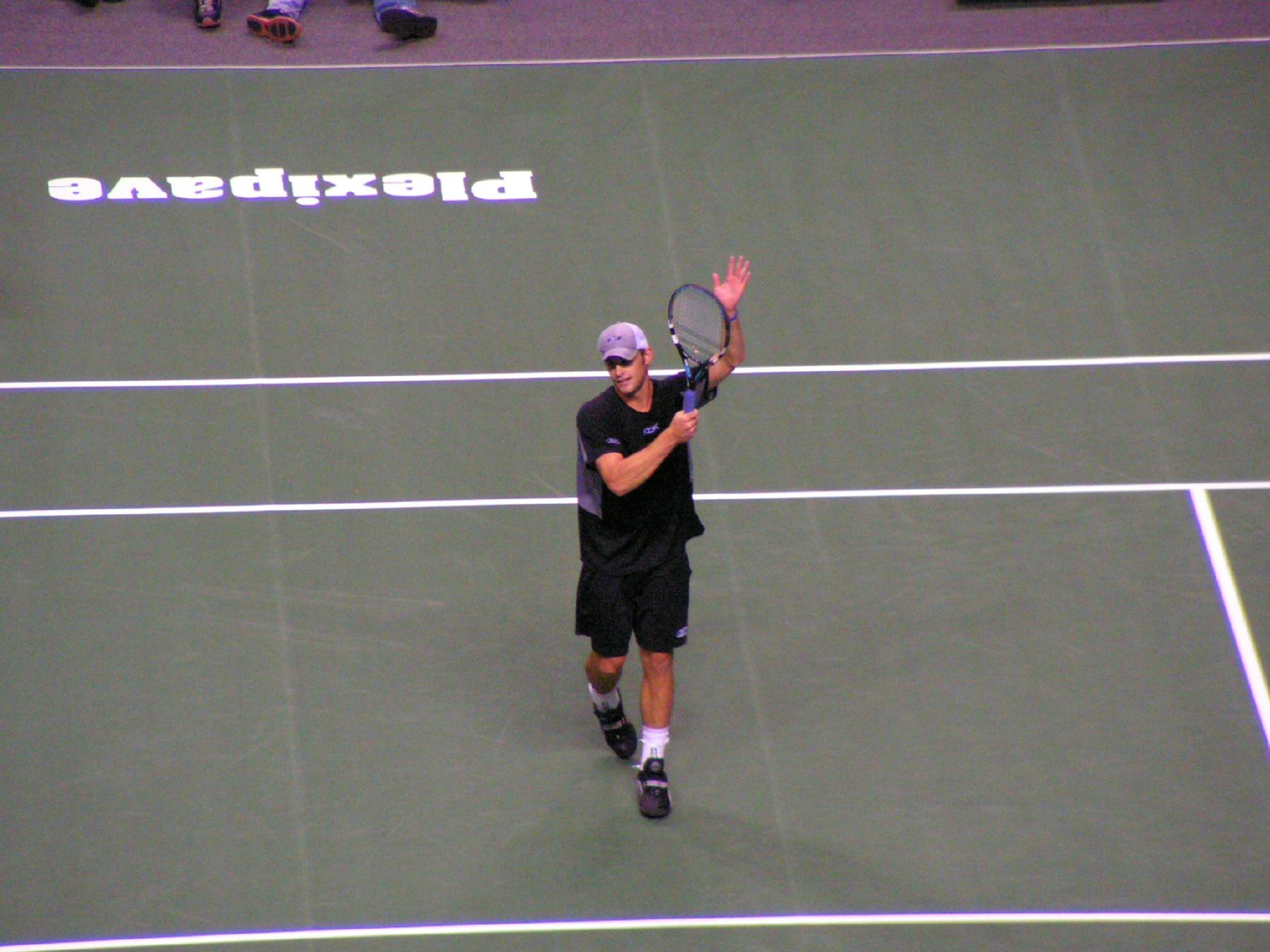
أندي روديك

## روابط خارجية
- أندي روديك على موقع IMDb (الإنجليزية)
- أندي روديك على موقع الموسوعة البريطانية (الإنجليزية)
- أندي روديك على موقع أول موفي (الإنجليزية)
- أندي روديك على موقع إن إن دي بي (الإنجليزية)
- أندي روديك على موقع قاعدة بيانات الفيلم (الإنجليزية)
- أندي روديك على موقع رابطة محترفي التنس (الإنجليزية)
- أندي روديك على موقع الاتحاد الدولي لكرة المضرب (الإنجليزية)
- أندي روديك على موقع كأس ديفيز (الإنجليزية)
- أندي روديك على موقع قاعة مشاهير كرة المضرب الدولية (الإنجليزية)
- أندي روديك على موقع بطولة ويمبلدون (الإنجليزية)
- أندي روديك على موقع خلاصة التنس.كوم (الإنجليزية)
- أندي روديك على موقع إي إس بي إن.كوم (الإنجليزية)
- أندي روديك على موقع أوليمبيديا (الإنجليزية)